# Brunyidor
El brunyidor s'utilitza, sobretot, per brunyir, polir el metall després d'haver fet el rascat i per aclarir àrees de to en les tècniques de gravat amb vernís tou, aiguatinta o manera negra. Les línies fines obtingudes amb aiguafort, burí o punta seca, es poden arribar a eliminar completament amb una adequada tècnica del brunyidor. Per facilitar el brunyit, és bo utilitzar una mica d'oli de màquina.
Hi ha brunyidors d'acer de formes molt diverses -dobles, senzills, plans, cònics, etc.- i poden ser una eina independent o combinada amb un rascador. Han de ser d'acer molt polit i de secció circular, excepte a l'extrem, que s'aplana lleugerament, es corba cap amunt i s'afina fins a acabar en una punta.